# Wangquan Shuiku
Wangquan Shuiku (kinesiska: 王圈水库) är en reservoar i Kina. Den ligger i provinsen Shandong, i den östra delen av landet, omkring 320 kilometer öster om provinshuvudstaden Jinan. Wangquan Shuiku ligger 37 meter över havet. Arean är 1,9 kvadratkilometer. Trakten runt Wangquan Shuiku består till största delen av jordbruksmark. Den sträcker sig 2,3 kilometer i nord-sydlig riktning, och 2,2 kilometer i öst-västlig riktning.
Genomsnittlig årsnederbörd är 852 millimeter. Den regnigaste månaden är juli, med i genomsnitt 278 mm nederbörd, och den torraste är januari, med 12 mm nederbörd.